# Анна Свідницька
А́нна Сві́дницька (нім. Anna von Schweidnitz, пол. Anna Świdnicka, чеськ. Anna Svídnická; 1339 — 11 липня 1362) — імператриця Священної Римської імперії (1355—1362). Королева Німеччини (1353—1362) і Богемії (1353—1362). Третя дружина Карла IV Люксембурзького, імператора Священної Римської імперії, німецького і богемського короля. Представниця польської династії Сілезьких П'ястів. Народилася у Свідниці, Сілезія.

## Життєпис
Донька свідницько-яворського князя Генріха II Свідницького і угорської принцеси Катерини Анжуйської, доньки угорського короля Карл I Анжуйського. Після смерті батька перебувала під опікою дядька-регента Болька II. Виховувалася на батьківщині матері, у Вишеграді, Угорщина. У віці 11 років обіцяна двоюрідному братові Карлу IV, який намагався приєднати сілезькі князівства до Богемського королівства. Одружилася з 37-річним королем 27 травня 1353 року, коли їй самій було лише 14 років. Свідками її шлюбу стали дядько Болько ІІ, австрійський герцог Альбрехт ІІ, угорський король Людовік, бранденбурзький маркграф Людовік, саксонський герцог Рудольф, а також посли від польського короля Казимира III та Венеційської республіки.
28 липня 1353 року коронована королевою Богемії в Празі празьким архієпископом Арностом Пардубицьким, а 9 лютого 1354 коронована в Аахені як німецька королева. Її коронація як імператриці відбулася 5 квітня 1355 року в римській Базиліці святого Петра. У шлюбі народила Єлизавету (1358) і В'ячеслава IV (1361). Померла під час пологів у Празі, Богемія. Похована у Соборі святого Віта. Авторка власної автобіографії, написаної латиною.

## Родина
Чоловік — Карл IV Люксембурзький, імператор Священної Римської імперії.
Діти:
- Єлизавета (1358)
- В'ячеслав IV (1361), король Богемії та Німеччини.